# Las aventuras de Pete y Pete
Las aventuras de Pete y Pete (en inglés: The Adventures of Pete & Pete, también conocida simplemente como Pete & Pete) es una telecomedia estadounidense creada por Will McRobb y Chris Viscardi para el canal infantil Nickelodeon. Se centra en las vivencias surrealistas de los hermanos Pete Wrigley, en compañía de sus padres, amigos, enemigos y demás personajes excéntricos que caracterizan al ficticio pueblo de Wellsville. Michael C. Maronna interpreta al Pete mayor («Big Pete») y Danny Tamberelli al Pete menor («Little Pete»), quienes tienen el mismo nombre por ninguna razón en particular.
Iniciada en 1989, la serie evolucionó del formato de sesenta segundos —ideada así para los cortes comerciales— a un conjunto de especiales de media hora, y en 1993 se convirtió en programa de televisión regular. Sus tres temporadas fueron filmadas en locaciones reales del norte de Nueva Jersey, hasta su cancelación en 1996. McRobb y Viscardi se basaron en «el modo en que los niños cuentan historias» para darle perspectiva a los guiones, al igual que contrataron a algunos de sus actores favoritos para roles secundarios (entre ellos, Martin Donovan y Damian Young). Además, procuraron «honorar el espíritu del indie rock» al incluir canciones de grupos como Drop Nineteens y The Magnetic Fields, lo que ayudó a establecer el estilo alternativo del programa. La música original fue obra de Mark Mulcahy, el líder de la banda Miracle Legion, quien para la ocasión adoptó el seudónimo Polaris y en 1999 reunió el material que compuso en el álbum Music from The Adventures of Pete & Pete.
Los episodios rara vez se han retransmitido y la tercera temporada no se lanzó en DVD por circunstancias como la pérdida de licencias para la música escogida por McRobb y Viscardi. No obstante, en torno a la serie gira un dedicado culto de aficionados y a lo largo de los años ha sido elogiada por su estilo, personajes, banda sonora original y apariciones especiales de personalidades de la música y la actuación, como Iggy Pop, Gordon Gano, Michael Stipe, LL Cool J, Debbie Harry, Marshall Crenshaw, Adam West y Steve Buscemi. Sitios web dedicados a distintas formas de entretenimiento la han catalogado como una de las mejores series infantiles de todos los tiempos, mientras que su estética ha sido señalada como una supuesta precursora de la subcultura hípster. En 2011, miembros del reparto y del equipo de producción tuvieron su primera reunión en el teatro Orpheum de Los Ángeles para celebrar el legado del programa ante un amplio público de fanáticos. Su popularidad también motivó a los miembros de Miracle Legion a seguir usando el seudónimo Polaris para realizar giras en años posteriores.

## Premisa

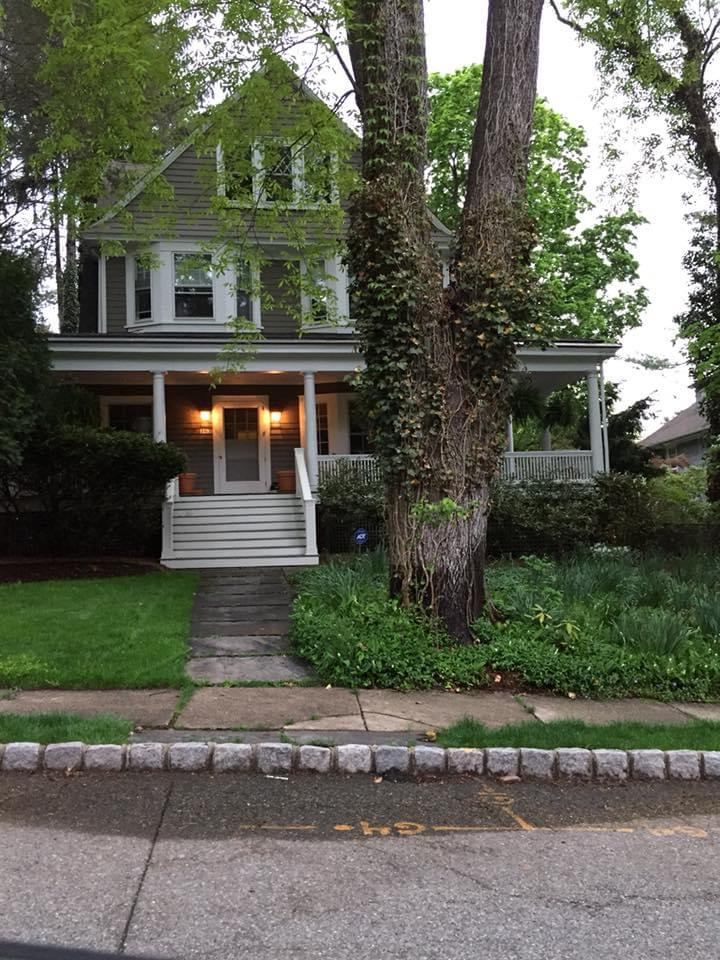
La casa Wrigley de la segunda temporada, situada en un vecindario de South Orange, Nueva Jersey.

La serie se centra en los hermanos Pete Wrigley —el mayor, Big Pete o Pete grande, y el menor, Little Pete o Pete pequeño—, quienes viven con sus padres, Don y Joyce Wrigley, en el ficticio pueblo de Wellsville, Estados Unidos. En este marco nunca se explica por qué los protagonistas tienen el mismo nombre ni se hace distinción al referirse a alguno de ellos. Los creadores, Will McRobb y Chris Viscardi, tomaron esta decisión porque la idea les hizo reír al momento de desarrollar el programa. McRobb comentó en 1994: «Nos alegra decirte que no hay respuesta, porque un gran aspecto del programa es que en la niñez hay varios misterios que jamás tendrán explicación. Hay rumores y un poco de especulación, pero nadie conoce la verdadera respuesta».
Estos hermanos viven aventuras que combinan lo surrealista con lo cotidiano en ambientes como los suburbios y la escuela, usualmente acompañados por sus amigos Ellen Hickle, el superhéroe Artie o Nona Mecklenberg. Big Pete también funge como narrador, hablándole directamente a la cámara o como una voz superpuesta, con lo que añade seriedad a los asuntos peculiares del programa. Los personajes infantiles son los «más cuerdos» de este entorno, así que presentan a los adultos como excéntricos o ilógicos. En algunas ocasiones se menciona la «Conspiración Internacional de Adultos» (en inglés: International Adult Conspiracy), una sociedad de padres que controla aspectos de la vida de sus hijos, como la habitual hora de ir a dormir. Dos elementos inanimados característicos de la serie (la placa metálica en la cabeza de Joyce y el tatuaje de Little Pete) tienen su propia presentación en la secuencia de apertura como si fuesen personajes principales. Asimismo, en este mundo existe la marca corporativa Krebstar, que produce toda la variedad de productos que utilizan los personajes, mientras que los episodios carecen de risas pregrabadas que acentúen los chistes como en otras comedias de situación.
La serie presenta una imagen atemporal de los años 1990 a través de los escenarios y el vestuario de los personajes, un aspecto reminiscente de la estética indie-grunge que ha sido señalado por su supuesta influencia en la subcultura hípster. McRobb y Viscardi no se consideraron conscientes de estas cualidades en el estilo que crearon, aunque sí reconocieron su infancia en la escena neoyorquina y sus gustos musicales como fuentes de inspiración. El concepto de Wellsville se basa en una canción homónima del cuarteto estadounidense The Embarrassment, cuya letra —en palabras de McRobb— «captura lo genial de vivir en un pueblito que está alejado de la carretera». Seb Patrick, escritor y periodista especializado en cultura popular, notó estos aspectos y escribió en uno de sus artículos: «[Pete & Pete] es muy segura en su tono y estética [...] ha obtenido una calidad de Americana atemporal, al habitar uno de esos pueblos [Wellsville] que, aunque la tecnología y los autos se actualizan ligeramente, se siente permanentemente arraigado en los suburbios de la década de 1950». Según esta noción del mundo, la casa de los Wrigley está situada en algún lugar del «estado de Sideburn», a kilómetros de la frontera canadiense y quinientas millas de la presa Hoover, no muy lejos de la playa.
Algunos de los temas recurrentes en los episodios son la relación de los hermanos Wrigley con sus padres, la rebelión de los niños contra las reglas, enfrentamientos contra enemigos, el subtexto romántico de la amistad entre Big Pete y Ellen y cómo los intereses de este empiezan a diferenciarse a los de su hermano a medida que atraviesa su adolescencia. Michael C. Maronna, quien interpretó al Pete mayor, comentó en 2021: «Uno esperaría que mi personaje pudiera aconsejarle [a Little Pete] [...] Pero el escenario en el que estábamos era tan extraño que el programa era mucho más episódico que serial. No decíamos lo que pasó la última vez [...] Parecía sobre dos chicos que van por caminos completamente diferentes; yo estaba pensando en chicas y él quería quedarse despierto toda la noche».

## Origen y producción

### Cortos
En 1989, Will McRobb y Chris Viscardi trabajaban en el departamento de anuncios de Nickelodeon como creadores de audiovisuales breves que se destinaban a difundir contenidos durante los cortes comerciales. Algunos de estos eran piezas narrativas independientes que se apoyaban en la identidad que el canal mantenía en aquel entonces como contraposición a la compañía Disney, bajo conceptos realistas de la niñez. En la primavera de ese año, el dúo tuvo la idea de realizar una serie de cortometrajes con estilo de documental —por el bajo costo de producción que este suponía— sobre un chico que compartía el nombre Pete con su perro, lo que inicialmente debía compensar la insuficiencia de publicidad corporativa que había surgido en Nickelodeon. Viscardi, comprometido a trabajar como coproductor del proyecto, convenció a su compañero de que debían modificar este concepto, al opinar que «lo más difícil es trabajar con niños y animales». Más tarde, con el influjo de la cineasta y directora de vídeos musicales Katherine Dieckmann (quien había asistido a la misma secundaria que McRobb), la historia se consolidó como las aventuras de dos hermanos de diferente edad que tienen el mismo nombre. En los guiones preliminares, elementos como la placa metálica en la cabeza de Joyce y otras peculiaridades que definirían al programa ya estaban presentes. Asimismo, el Pete mayor tenía un brazo tatuado, pero al final se decidió que esto fuese una característica del Pete menor, mientras que la idea de filmar en estilo documental se desechó en favor de hacer «minipelículas».
El propósito de la dupla era «capturar lo genuino» de la infancia en sus cortos, con lo que planteaban las aventuras de un dúo de hermanos que viven con sus padres en el ficticio pueblo de Wellsville, donde elementos surrealistas son parte del entorno suburbano. «[Chris y yo] siempre creímos que no necesitas ir más allá de tu vecindario [...] puedes tener tantas aventuras [ahí] como alguien que va a la Luna», comentó McRobb en 2013. En palabras de Dieckmann, la idea «tenía que ver con la melancolía y emocionalidad de la niñez tanto como era absurda», lo que se complementaba con la «sensibilidad del centro de Nueva York» que compartía el equipo. Una vez definidos estos aspectos, el siguiente paso fue escoger el elenco de los cortometrajes. Para ello, Nickelodeon hizo una selección preliminar de los mejores talentos que asistieron a las audiciones, y los creadores pasaron a elegir los roles finales con base en sus experiencias en procesos similares.

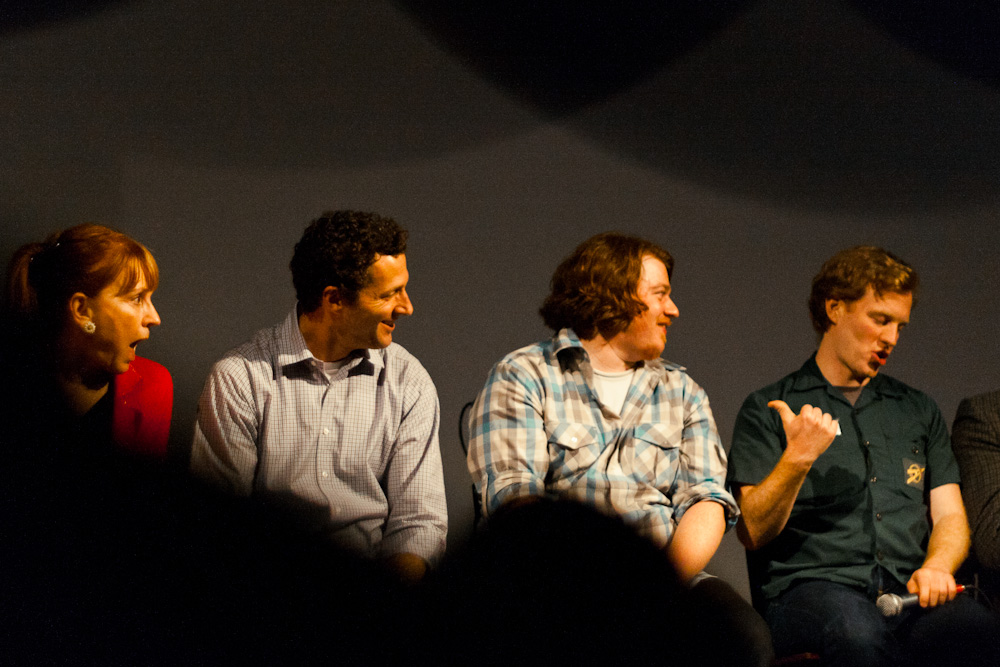
Desde la izquierda: Judy Grafe (Joyce Wrigley), Chris Viscardi (cocreador), Danny Tamberelli (Little Pete) y Michael C. Maronna (Big Pete) durante una reunión en el Bowery Ballroom de Nueva York (2012).

Por intuición del dúo, Danny Tamberelli fue escogido para el rol de Little Pete: «Él apenas entró a la habitación y [supimos que] era el niño [indicado]. Simplemente tenía esa cualidad explosiva; era gracioso, adorable y pequeño [...] el niño tenía cierta electricidad», expresó Viscardi en 2012. Para el personaje de Big Pete no se supo inmediatamente quién obtendría el papel, aunque el actor Michael C. Maronna destacó como uno de los mejores tres niños a considerar. Los creadores tendrían que depender de quien fuese escogido para que narrara los cortos, y dicho candidato —según McRobb— «aportó tantos matices a la manera en que dijo sus líneas» que al final se quedó con el papel. El contraste de ambos actores (Tamberelli tenía siete años y Maronna doce) se aprovechó para crear una dinámica entre sus personajes, al definir a Big Pete como «mucho más cerebral» que Little Pete en su manera de comportarse, mientras que el segundo actúa «de puñetazos a la cara». Alison Fanelli obtuvo enseguida el papel de Ellen Hickle, gracias a su apariencia de «adorable chica de al lado». Con el reparto de niños completo, McRobb y Viscardi sintieron la necesidad de cambiar aspectos de su idea original para trabajar con el talento y las características de sus actores: «Contemos historias sobre dos hermanos que están separados por cinco años de diferencia y que son realmente buenos amigos», dijo McRobb, lo que conllevó a que Big Pete narrara las aventuras de su homónimo brindándoles un carácter «heroico».
El equipo recibió el presupuesto para producir tres cortos de un minuto de duración que se emitieron como segmentos intersticiales durante las pausas comerciales de Nickelodeon, con el título The Adventures of Pete & Pete. Estos fueron filmados en Nueva Jersey con el guion de McRobb y la dirección de Dieckmann, quien aportó ideas propias y dirigió un número significativo de episodios a lo largo del tiempo. La primera aventura presentó a «Petunia», el tatuaje de una mujer en el antebrazo de Little Pete, que se convirtió en uno de los elementos representativos del estilo que los creadores gestaron para el proyecto. En la visión creativa de McRobb, rasgos como ese no siempre debían ser «perfectamente coherentes», lo que, entre otras singularidades, dio motivo al superhéroe Artie (Toby Huss) y a las actitudes obsesivas de Don Wrigley (Hardy Rawls) en historias posteriores. Los tres primeros cortos gozaron de buena recepción entre la audiencia del canal, y este le encomendó a sus responsables la producción de varios más por un período extendido de dos años. El papel de Huss fue una adición y consistía primordialmente en improvisaciones que lograban el perfil extraño de Artie. En tal sentido, el equipo de Nickelodeon nunca estuvo demasiado cómodo con las características que reunía el personaje. McRobb y Viscardi conservaron el estilo del departamento de anuncios durante los años del programa. El primero expresó en 2012: «En aquel entonces, cuando teníamos sesenta segundos para contar una historia, decidíamos agrupar tantas ideas, imágenes y non sequiturs como pudiéramos capturar, y esa parte de la infancia a la que nadie parecía prestarle mucha atención».

### Especiales de media hora
McRobb y Viscardi produjeron alrededor de veintiséis cortos de Las aventuras de Pete y Pete hasta 1990, tras lo cual tuvieron la oportunidad de realizar un especial de media hora. El dúo, que solo conocía las prácticas de su respectiva división, decidió crearlo como una «gigantesca historia de sesenta segundos» alargada a la duración solicitada, y sin ninguna referencia por parte de quienes ya manejaban aquel formato, se dedicaron a hacer lo que «se sentía correcto». Para este especial, titulado «Valentine's Day Massacre», Katherine Dieckmann volvió como directora y la producción continuó bajo el control del departamento de anuncios de Nickelodeon, donde el equipo no tenía que preocuparse de que otras personas interfirieran en el contenido que querían generar. En la trama, Big Pete está enamorado de su maestra de matemáticas, Miss Fingerwood (Syd Straw), y se enfrenta a su enemigo de la secundaria, «Cara abierta» (Jason Late), quien busca chantajearlo durante el Día de San Valentín. El resultado salió al aire el 9 de febrero de 1991 y casi un año después ganó el premio CableACE en la categoría de mejor programación infantil. Según Viscardi, el equipo ejecutivo de Nickelodeon se puso muy contento por este logro, lo que influyó para que él y McRobb recibieran el presupuesto para producir dos especiales más (y a la larga fueron cinco). Este conjunto de historias es conocido como «la temporada piloto».

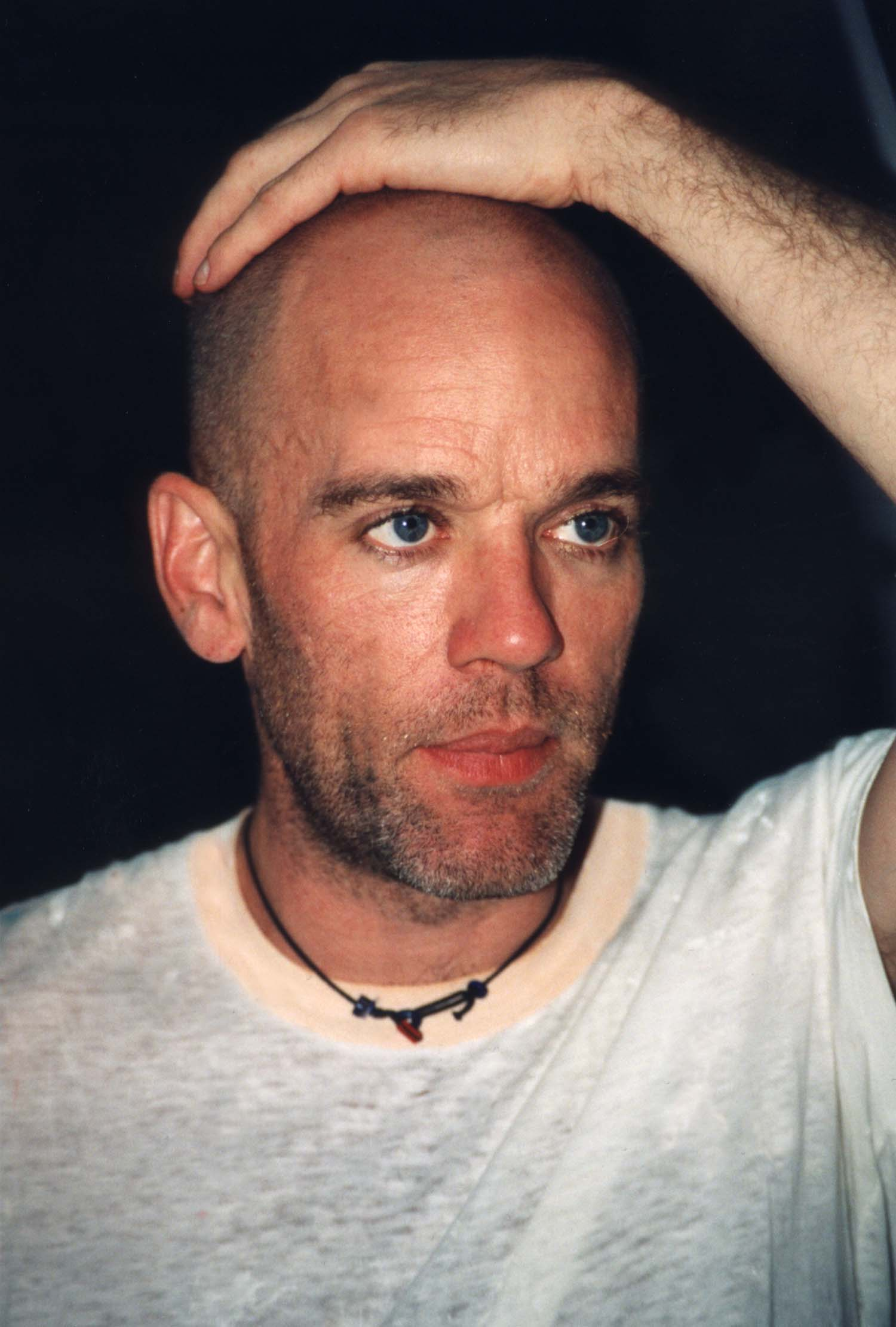
El músico y cantante Michael Stipe fue una de las primeras personalidades invitadas en la serie.

Dieckmann también dirigió el siguiente especial, «What We Did On Our Summer Vacation», y con su experiencia en vídeos musicales logró incluir dos de los primeros cameos en la historia de Pete & Pete: Michael Stipe (líder de la banda de rock R.E.M.) como Capitán Scrummy y Kate Pierson (del grupo de new wave The B-52's) como la señora VanDerveer. De acuerdo con Viscardi, después de contar con ellos fue sencillo conseguir a otros invitados especiales para el programa. También fue entonces cuando debutó el personaje de Míster Tastee, cuya cabeza plástica con forma de crema helada se convirtió en un objeto emblemático del programa. En el argumento, los hermanos Wrigley y Ellen intentan hacerse amigos de este nuevo personaje, un misterioso heladero local (interpretado en disfraz por Tobby Huss) al que perciben como un hombre solitario, pero que rehúye ante cualquier posibilidad de formar vínculos personales con sus clientes. El especial se estrenó el 8 de septiembre de 1991, durante la temporada de regreso a clases, y varios medios lo han destacado entre otros episodios de la serie. Además, le valió a McRobb y a Dieckmann una nominación individual al CableACE de ese año por sus labores como escritor y directora.
Los siguientes tres especiales continuaron la exploración de aspectos narrativos y dinámicas entre personajes. «Space, Geeks, and Johnny Unitas» hace referencia al campeonato de la NFL de 1958 y a teorías sobre vida alienígena, cuando Big Pete y Ellen intentan obtener una buena calificación en ciencias con la ayuda del chico raro de la clase, Joe Jones (Martin Zentz), para evitar ir al curso de verano. En «Apocalypse Pete» (basado en uno de los cortos) se observa la naturaleza romántica del vínculo entre dicho par de amigos, que también fue un tema en «Valentine's Day Massacre» e inspiró situaciones futuras en el programa. Para McRobb y Viscardi, este especial significó una mejora notoria en su manera de contar historias de treinta minutos, y la exploración del nexo padre-hijo entre Little Pete y Don Wrigley. También incluye la participación de Steve Buscemi como Phil Hickle (el padre de Ellen), quien reapareció en un par de episodios ejerciendo el mismo rol. En el quinto y último especial, «New Year's Pete», Little Pete funge como narrador por primera vez, al mismo tiempo que él y Artie son los personajes centrales. Estos últimos dos especiales también fueron nominados al CableACE en 1993.

### Temporadas
Si bien McRobb y Viscardi creían que Las aventuras de Pete y Pete se adecuaba al formato de treinta minutos, no estaban seguros de querer convertirla en un programa regular de Nickelodeon. Fue así hasta que el productor ejecutivo Thomas W. Lynch (quien estaba en vías de un trato para crear más series) convenció al dúo y al canal de que el concepto era lo bastante bueno para dar este paso. Nickelodeon comisionó una temporada con el involucramiento de Lynch, y durante la realización de esta, McRobb y Viscardi se valieron de cuatro a cinco directores habituales, incluidos Katherine Dieckmann y Peter Lauer (quien brindó un estilo particular en episodios como «Tool and Die» y «Halloweenie»). Ambos creadores continuaron con la intención de que el programa fuese «gracioso, triste, extraño y hermoso».

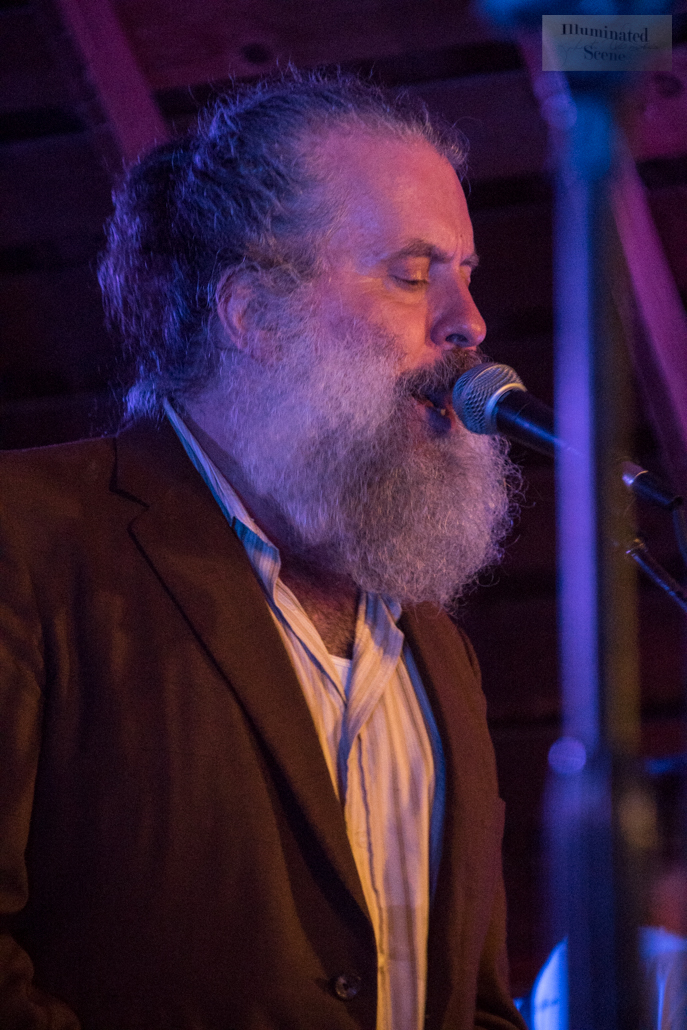
Mark Mulcahy creó la banda Polaris y compuso música especialmente para el programa.

Parte esencial de producir una temporada de Las aventuras de Pete y Pete fue escoger a quienes proveerían la banda sonora, dada la intención de «honorar el espíritu del indie rock» en cada episodio. McRobb y Viscardi consiguieron que varias de sus agrupaciones favoritas contribuyeran algunos temas; entre ellas, The Apples in Stereo, The Magnetic Fields, Yo La Tengo, Drop Nineteens y Luscious Jackson. El rol musical más importante recayó en los miembros de la banda Miracle Legion (Mark Mulcahy, Scott Boutier y Dave McCaffrey), quienes fueron contactados para componer la música original porque la letra de su tema «The Backyard» sirvió de inspiración para la serie. Debido a una disputa en curso entre el grupo y su compañía discográfica, además de la relación disfuncional entre los integrantes, el líder Mulcahy ideó el seudónimo Polaris para poder participar en el proyecto, y esta nueva identidad del trío se incluyó en la secuencia de apertura y en el episodio «Hard Day's Pete». El músico recibió instrucciones específicas por parte de McRobb para la composición de las canciones, particularmente sobre el tono y tipo de instrumentación que estas debían tener. Según él, el tándem quería «una biblioteca de música que pudieran encajar y usar de la forma que quisieran», lo que dio como resultado doce temas grabados para la serie (cuatro por temporada). El de apertura, «Hey Sandy», era una composición preexistente de Mulcahy que encantó a los creadores, quienes no querían que la letra dijera «Pete & Pete». La intención original de ellos era utilizar una canción de Pixies en ese apartado, pero no pudieron costear la adquisición de una debida licencia. Además, mucha de la música insertada en los especiales tuvo que ser reemplazada por temas de Polaris cuando Pete & Pete se convirtió en un serial regular, incluida la apertura original, «Parade Of The Wooden Soldiers» (versionada por la banda R.E.M.).
«Day of the Dot» fue el primer episodio en realizarse y el segundo en salir al aire, detrás de «King of the Road», que se estrenó el 28 de noviembre de 1993. Las filmaciones se llevaron a cabo en zonas del norte de Nueva Jersey, principalmente en un área suburbana de los municipios de South Orange y Cranford, con un presupuesto aproximado de 250 000 USD (cantidad considerada baja para la producción de series). Un período normal de estos duraba cinco días, usualmente de lunes a viernes. A diferencia de otras series de Nickelodeon, no se acondicionaron platós para Pete & Pete; todo se tomó en locación, y para las escenas en interiores era preciso improvisar sets dentro de hogares reales. Cada temporada tuvo que realizarse en un área distinta, debido a que los miembros de la comunidad a la larga se quejaban de los procesos de filmación y el equipamiento implementado. Asimismo, la atmósfera de los episodios refleja tres estaciones del año: verano, otoño e invierno. En la experiencia de Viscardi, «[aquello fue] como estar rodando una película, sin preocuparte demasiado por cómo luciría el siguiente episodio». Había marcos en los que, debido a las leyes que regulan el trabajo infantil en Estados Unidos, las escenas se ultimaban en jornadas diferentes o se utilizaban dobles de filmación para cuidar a los actores menores. Janie Bryant, diseñadora de vestuario, se encargó de caracterizar a los personajes con «piezas vintage» que manifestaran cuán «peculiares» son: «Pete y Pete eran chicos que se vestían como adultos. Siempre sentí que ambos tenían una sensibilidad madura. Ese fue el comienzo de [mi] inspiración [al trabajar en la serie]», expresó ella. Por otro lado, Nickelodeon ponía su control en el lenguaje del programa; palabras como pezón o el sonido que se produce al orinar eran un ejemplo de lo que no estaba permitido. Concerniente a esto, el insulto particular de Little Pete, «blowhole», llamó la atención del equipo de «estándares y prácticas» del canal, y hubo que convencerlos de que simplemente denomina al orificio respiratorio de los mamíferos marinos. No obstante, McRobb y Viscardi gozaban de libertad creativa y rara vez recibían intervenciones: «[La serie] no era como cualquier otra cosa [en Nickelodeon], nadie sabía muy bien qué hacer con ella o nos dijo algo al respecto. Era como su pequeña habitación especial en la que nadie quería entrar», declaró McRobb en 2010.
Nickelodeon solía estrenar los episodios en el bloque de programación estelar sabatino SNICK, pero en ocasiones los transferian a la tarde de los domingos. Los creadores consideraron que la rotación de horarios y la cantidad de ideas abarcadas en una misma historia causaron que Pete & Pete nunca fuera una de las producciones más vistas del canal. Cuando se empezó a filmar la segunda temporada en 1994, Michelle Trachtenberg se integró al reparto como Nona Mecklenberg, la mejor amiga de Little Pete, y el músico Iggy Pop interpretó a James «Pop» Mecklenberg, el padre de Nona. Syd Straw y Steve Buscemi también reasumieron a sus respectivos personajes: Miss Fingerwood y Phil Hickle. Durante esta etapa, McRobb y Viscardi recibieron llamadas de atención leves en relación con los episodios «Field Of Pete» y «The Call». En el primer caso, debido al uso de una lente polimórfica cuando el equipo de béisbol de Big Pete sufre dolor de cabeza al ingerir una bebida extremadamente fría. Tal momento podía confundirse con una alusión al abuso de sustancias, lo que generó cierta controversia entre algunos miembros del canal. En cuanto a «The Call», se consideró poco apropiado para un programa infantil que un electricista se enamorara de Joyce Wrigley y continuara acosándola pese a que está casada. Como consecuencia, el dúo debió afrontar el desafío de hacer que la siguiente temporada fuese más apropiada para los niños.

#### Cancelación

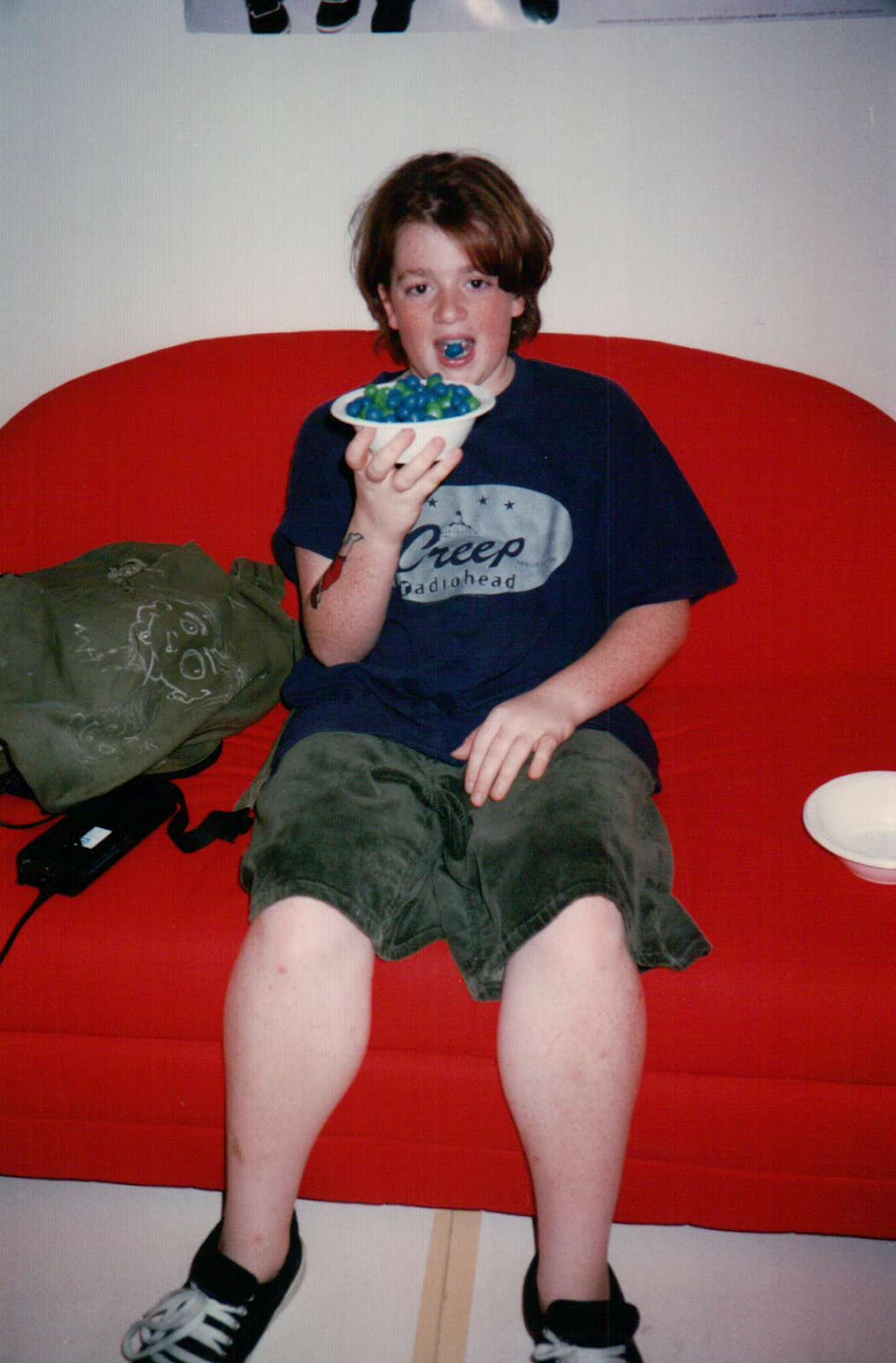
Danny Tamberelli en el verano de 1995, período en el que se filmó la tercera temporada. Observe parte del tatuaje de «Petunia» en su brazo derecho.

Un punto de inflexión en la serie fue cuando Toby Huss (quien interpretaba a Artie, «el Hombre más fuerte del mundo») decidió partir con la intención de buscar otros proyectos. Para despedir al personaje, Chris Marcil y Sam Johnson escribieron el episodio doble «Farewell, My Little Viking». Con los años y el estatus de culto que obtuvo la serie, el dúo creador y los actores descubrieron cuán significativa fue esta historia para quienes la vieron. No obstante, el canal recibió con poco agrado el hecho de que McRobb y Viscardi habían filmado una aventura doble. Según el último: «Artie, para ellos, era un personaje confuso e inquietante [...] Ciertamente, los ejecutivos de Nickelodeon —y estoy seguro de que muchos padres en el mundo que veían el programa con sus hijos— probablemente sintieron lo mismo que el padre de Pete y todos los vecinos sobre Artie: solo querían que el tipo se fuera».
La tercera temporada se caracterizó por su tono más infantil y la aparición de nuevos intereses románticos para Big Pete. Con la ausencia de Huss como Artie, Little Pete estuvo acompañado por Nona Mecklenberg, Monica la «kreb-scout» y Wayne «The Pain» Pardue, y solo por los últimos dos cuando Michelle Trachtenberg se retiró del reparto para protagonizar la película de Nickelodeon Harriet the Spy. Al mismo tiempo, los actores principales comenzaban a hacerse visiblemente mayores. Con los cambios perceptibles dentro del programa y en la administración de Nickelodeon, McRobb y Viscardi pensaron en dedicarse a otros proyectos. Inclusive, la cadena ABC había mostrado interés en trabajar con ellos en un concepto similiar, pero al final determinaron que el estilo «era demasiado inusual». En diciembre de 1995, Pete & Pete recibió nuevamente el premio CableACE a la mejor serie infantil.
El episodio «Saturday» se rodó bajo el presentimiento de que el programa sería cancelado, pero no como un final formal. McRobb, Viscardi, Joe Stillman y Dave Hemingson lo escribieron conjuntamente como un experimento narrativo por si la serie llegaba a prolongarse en una cuarta temporada. En él, los hermanos Pete, Ellen, Wayne, Monica y el chofer de autobús Stu Benedict viven aventuras separadas que al final se juntan. Según Viscardi, tener a los personajes disgregados de esa manera era el tipo de narrativa que él y McRobb habrían manejado en adelante. Tras finalizar la tercera temporada, ambos tuvieron una «fatídica» reunión con los ejecutivos de Nickelodeon, durante la cual se les confirmó que el programa no llegaría más lejos. Viscardi llamó a este punto en la historia del canal como «el inicio de la era Dan Schneider», misma que marcó la transición hacia producciones de tendencia mayoritaria que alcanzaron mucha más popularidad que Pete & Pete. En 2000, el dúo vio realizado el filme Snow Day, cuyo guion original se basaba en el programa, pero sufrió grandes alteraciones hasta convertirse en una historia independiente.

## Personajes

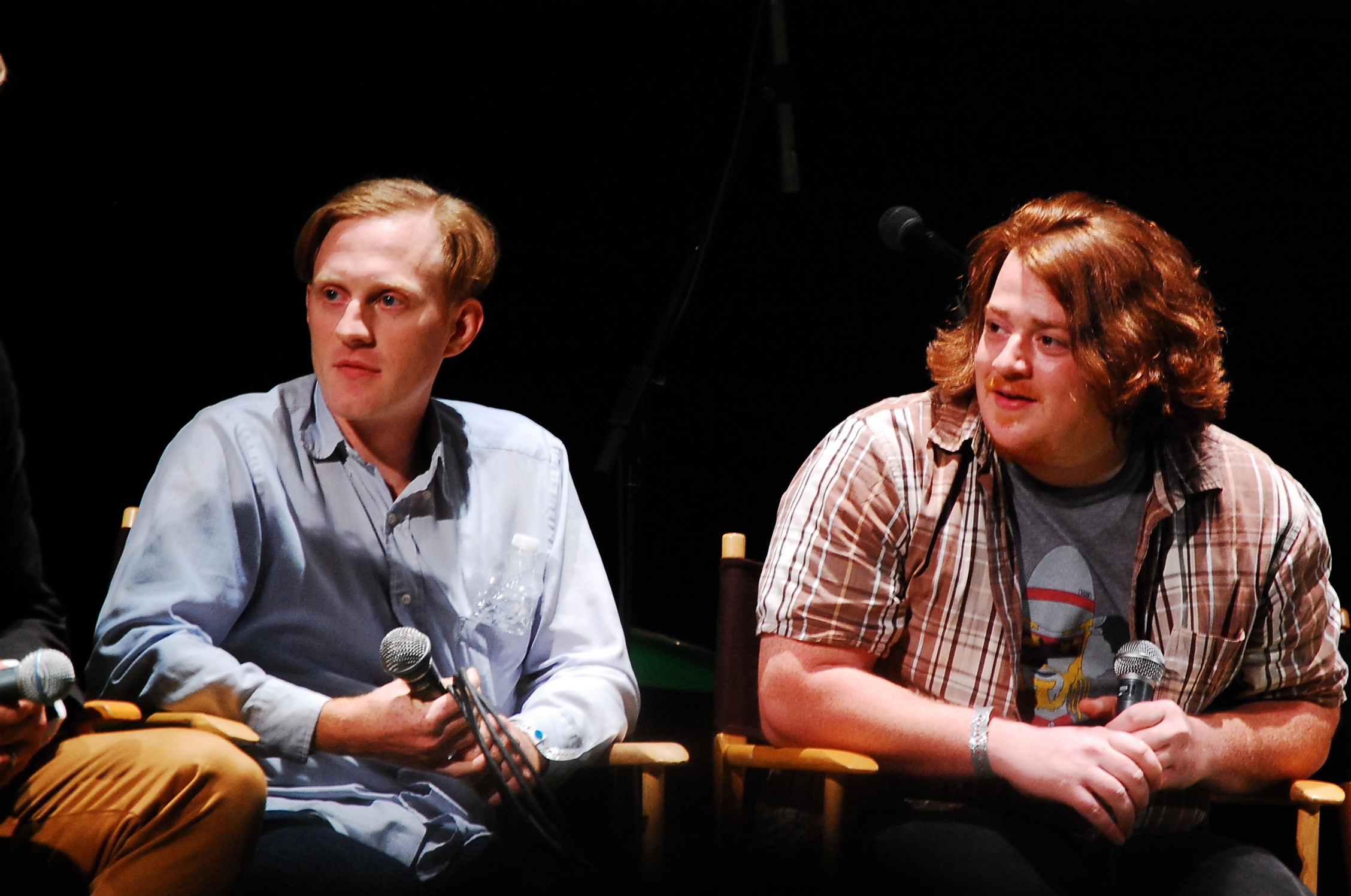
Desde la izquierda: Michael C. Maronna (Big Pete) y Danny Tamberelli (Little Pete) en el teatro Orpheum de Los Ángeles (2012).

Esta sección describe a los personajes principales y a quienes tienen mayores participaciones a lo largo de las tres temporadas del programa. McRobb y Viscardi le restaron importancia a la lógica de estos con el fin de explorar una perspectiva infantil de la vida, a la vez que decidieron no explicar sus excentricidades para que las historias conservaran cierto misterio y absurdidad. También crearon un lenguaje característico para varios de ellos —como los insultos de Little Pete, «bite my scab!» («¡muerde mi costra!») y «blow it out your nose hole!» («¡sóplalo por tu nariz!»)—, además de haber permitido que los actores integraran ideas propias a sus roles.
- Michael C. Maronna como Pete Wrigley («Big Pete»)

El narrador del programa, que a menudo rompe la cuarta pared para reflexionar sobre las situaciones que lo han rodeado. Entre sus amigos tiene a Ellen, a quien considera «una chica y una amiga, pero no una novia» (en inglés: «a girl and a friend, but not a girlfriend») en una suerte de amor platónico. Estima a su hermano Pete como a un mejor amigo y manifiesta admiración por él al relatar sus aventuras de carácter heroico. Su personalidad de adolescente serio y tímido entorpece sus interacciones con el género opuesto y lo convierte en el blanco de enemigos como «Cara abierta» y «Endless Mike», quienes hacen mofa de que es pelirrojo con apodos como «cabeza de zanahoria». También es integrante de la banda marchante escolar, junto con Ellen y sus otros amigos, Bill y Teddy.
- Danny Tamberelli como Pete Wrigley («Little Pete»)

Cuatro años más joven que su hermano, Little Pete se caracteriza por su actitud desafiante hacia los adultos y cualquier figura de autoridad. Se viste con camisas de franela y una gorra de caza roja, incluso en épocas calurosas; las mangas largas son para ocultar a la mujer tatuada en su antebrazo derecho, a quien todos llaman «Petunia». El origen de este tatuaje es un misterio, al igual que el de un barco visto en su espalda durante el especial «What We Did On Our Summer Vacation». También es pelirrojo, pero corto en complexión e «intenso» en personalidad. Vive aventuras paralelas a las de Big Pete en la mayoría de los episodios, acompañado por su propio superhéroe, Artie.
- Judy Grafe como Joyce Wrigley

La madre de los Pete. Desde que sufrió un accidente en su infancia, tiene una placa metálica en la cabeza que le sirve para captar y emitir estaciones de radio. Demuestra que es una madre severa y centrada, a diferencia de su esposo, pero también es amorosa y comprensiva.
- Hardy Rawls como Don Wrigley

El padre de los Pete. Conoció a Joyce en la playa, cuando su detector de metales lo condujo hacia la placa metálica de ella. Es excesivamente competitivo contra otros padres y sus propios vecinos, y sus aficiones son las estereotípicas de un padre, tales como los autos, la pesca y el boliche.
- Alison Fanelli como Ellen Josephine Hickle

La mejor amiga de Big Pete; aunque el romance entre ellos se explora en algunas ocasiones, por lo general mantienen un trato amistoso entre sí. No obstante, en el primer corto se presenta a sí misma como «la novia de Pete». A lo largo del programa, Ellen muestra tendencias obsesivas que derivan de su gran dedicación, como en el episodio «Day of the Dot», cuando su posición asignada en una formación de campo como el punto de la «i» en squid («calamar») le hace perder la noción de sí misma. También suele trabajar en establecimientos comerciales durante las vacaciones escolares.
- Toby Huss como Artie, «el Hombre más fuerte del mundo»

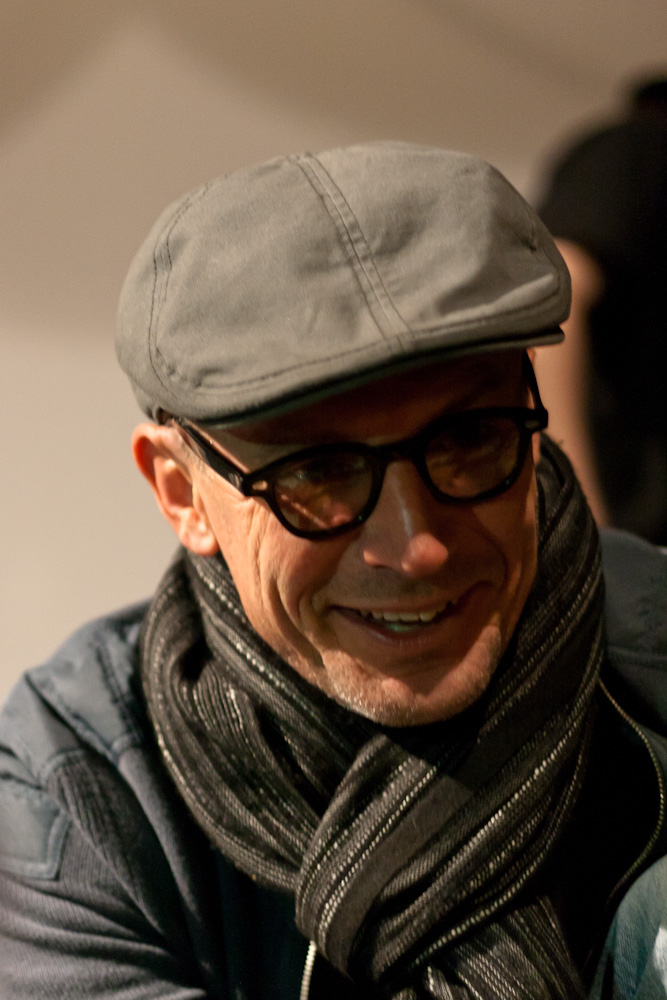
Toby Huss en 2012.

El superhéroe personal de Little Pete; un hombre excéntrico que se viste con un pijama ajustado, gesticula mucho y logra hazañas sorprendentes, cuya típica frase de aparición es «¡soy Artie, el hombre más fuerte... del mundo!». En el episodio «Farewell, My Little Viking» vive un gran conflicto con los adultos de Wellsville y decide irse a otro lugar al darse cuenta de que Little Pete ya ha aprendido todo lo que necesitaba de él, así que jamás se le vuelve a ver. Huss concibió al personaje durante su etapa de universitario y originalmente se trataba de un chico que, contenido en un hospital psiquiátrico, alargaba su ropa interior hacia arriba y proclamaba ser el hombre más fuerte del mundo. Tras ver una demostración de esto en un club de Nueva York, McRobb decidió incluir a Artie en su serie de cortos.
- Michelle Trachtenberg como Nona F. Mecklenberg

La mejor amiga y vecina de Little Pete, que a menudo lo acompaña en sus aventuras. Su llegada ocurrió en la segunda temporada, cuando McRobb y Viscardi sintieron que la serie necesitaba otro personaje femenino. Nona siempre usa un yeso en el antebrazo izquierdo porque le gusta la comezón que le produce, mientras que la «F» en su nombre no tiene un significado fijo; ella la asigna a Frank, Forklift y Fahrvergnügen. Su padre, James «Pop» Mecklenberg, fue interpretado por el músico y cantante de rock Iggy Pop, quien se ofreció a participar en más de un episodio.
- Damian Young como Stu Benedict

Un chofer de autobús emocionalmente inestable y con actitudes de psicópata. Es un hombre solitario que parece no tener nada más que su autobús y los niños que lleva a la escuela, entregado completamente a su trabajo bajo el lema de «confianza, lealtad y amabilidad». En su primera aparición, el episodio «Day of the Dot», se lamenta por la ruptura con su compañera de oficio, Sally Knorp, y lleva a un grupo de niños (incluido Little Pete) en su autobús mientras señala lugares significativos en su relación. En «Rangeboy» y «Yellow Fever» se encuentra nuevamente dolido por la misma mujer. McRobb y Viscardi tomaron el rol de Young en la película Simple Men como base para la creación de Stu, y le dieron libertad al actor de ejercerlo como quisiera.
- Rick Gómez como Mike Hellstrom («Endless Mike»)

El archienemigo y acosador del Pete mayor, aunque también llega a enfrentarse con el menor. Es un estudiante destacado en la clase de carpintería, en la que su acosado tiene un desempeño deficiente, y en dos ocasiones intenta que este se una a su pandilla de chicos malos: en los episodios «Yellow Fever» y «Halloweenie». Si bien Big Pete lo describe en su narración como «el matón más odiado de la ciudad», el libro Bullies and Mean Girls in Popular Culture (2013), de Patrice Oppliger, define a Mike como «un conocido fastidioso más que un matón», debido a su baja estatura y la levedad de sus amenazas.
- David Martel como Theodore «Teddy» L. Forzman y Rick Barbarette como Bill Korn

Los mejores amigos de Big Pete, también miembros de la banda marchante escolar. Teddy se caracteriza por su constante positivismo —llegando a una actitud tonta e ingenua— y por brindarle datos triviales a sus amigos cada vez que tiene la oportunidad. Bill, por otra parte, es sarcástico y un practicante de bromas. En el episodio «Don't Tread on Pete» se observa una dinámica entre ambos, que resulta en que Teddy expulsa su leche por las orejas al reaccionar a uno de los chistes de Bill durante el momento del almuerzo.
- Maris Hudson como Monica Perling y Justin Restivo como Wayne Pardue

Los amigos de Little Pete, quienes integran el cuarteto usual en la tercera temporada. Monica es una miembro de los niños exploradores de Wellsville (o «kreb-scouts»), conocida por tener muy mala suerte para mantener vivas a sus mascotas. Wayne es un gordito que debe su apodo, «The Pain» (figurativamente, «el Fastidio»), a su despistamiento y cobardía, por lo que nadie quiere su presencia. El rol de ambos personajes se amplió en el tramo final de la serie, debido a la ausencia de Michelle Trachtenberg, e incluso aparecen en el último episodio, «Saturday».
- Syd Straw como Miss Fingerwood

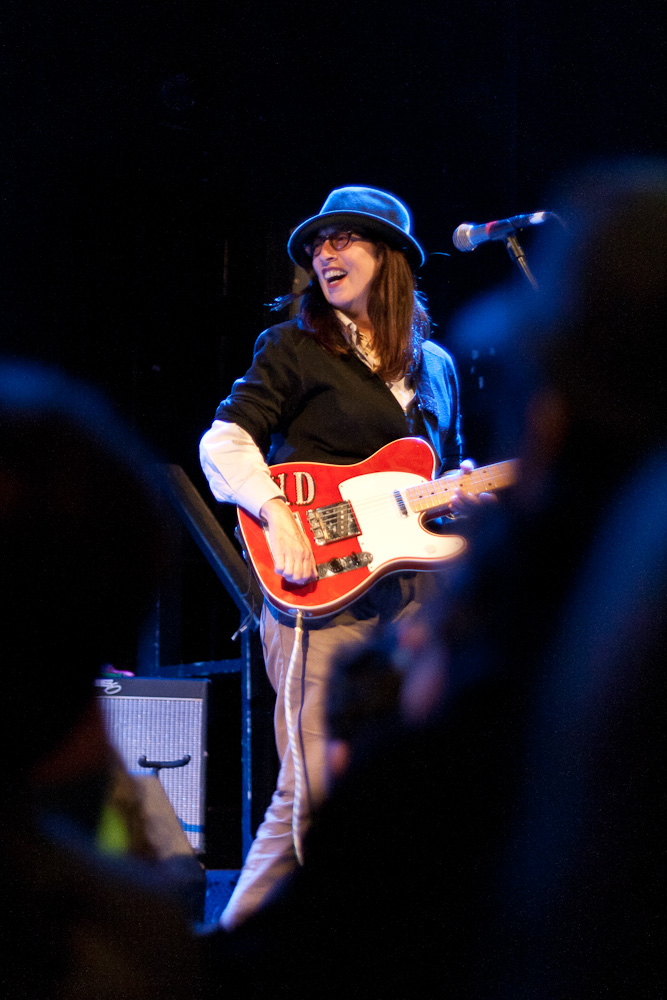
Syd Straw en 2012.

La maestra de matemáticas de Big Pete y Ellen aparece por primera vez en el especial «Valentine's Day Massacre», cuando es incapaz de notar que dicho alumno está enamorado de ella. Su obsesión por los números se remonta al momento en que, siendo una bebé, pensó que la figura del dos era su madre. Straw, cuyo perfil había inspirado el arquetipo de actriz ideal para el personaje, también brindó su talento como músico y cantante en el episodio «Hard Day's Pete», cuando Miss Fingerwood se integra a la banda de Little Pete.
- Míster Tastee

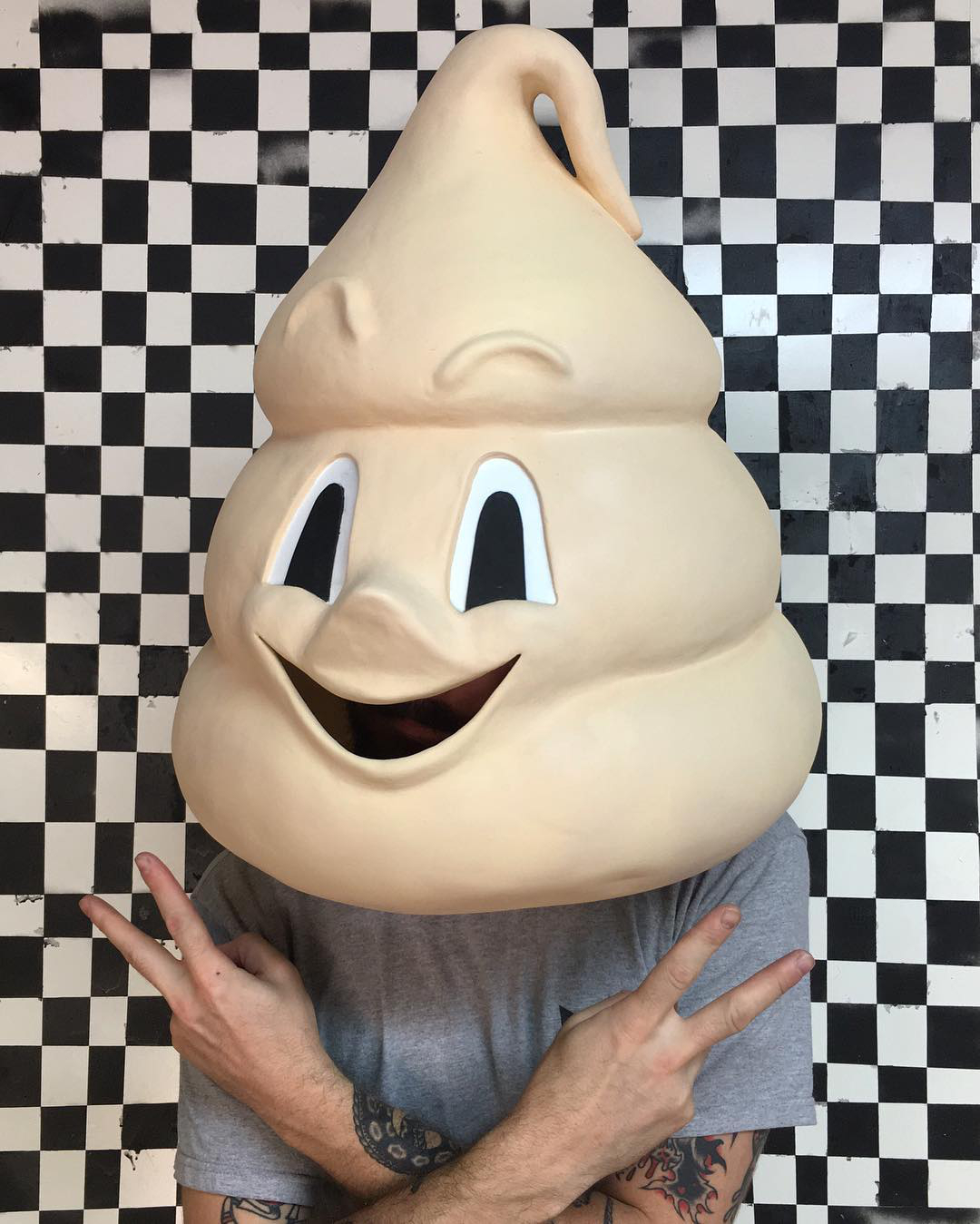
Réplica de la cabeza de Míster Tastee para una de las reuniones del reparto en 2012.

Un heladero con un traje reminiscente al de Míster Softee, representado físicamente por varios actores a lo largo de la serie, mientras que no hay créditos para la persona que le dio voz. Toby Huss asumió el papel en el especial «What We Did On Our Summer Vacation», cuando los hermanos Wrigley y Ellen intentan volverse amigos de este personaje. Tastee solo aparece en su camión de helados durante el verano para contentar a los niños de Wellsville, pero se abstiene de involucrarse sentimentalmente con ellos. Tampoco se quita su gran cabeza plástica con forma de crema helada, por lo que su verdadera identidad sigue siendo un misterio. En palabras de McRobb, se trata de un hombre «que no puede manejar la intimidad». Posteriormente apareció a modo de cameo en episodios como «The Big Quiet» y «Das Bus». Además, se convirtió en una parte del culto al programa y se han diseñado productos con su imagen, tales como camisetas y figuras de vinilo.
- Jim Lally como Frank Gulcher

Un guardia de cruce solitario y fumador que defiende ávidamente las leyes del paso de peatones. Es uno de los pocos amigos adultos de Little Pete, a quien llama «jefe» desde su aparición en el especial «New Year's Pete», cuando ambos desarrollan una camaradería. Su lealtad hacia el pequeño es evidente en el episodio «The Big Quiet», cuando falla en evitar que su mascota lagartija muriera aplastada por un automóvil y se une a los actos que pretenden rendirle respeto.
La serie también presenta numerosas apariciones especiales de personalidades célebres en el ámbito musical y actoral, entre ellas: Richard Edson como el señor Beverly en «Valentine's Day Massacre», Marshall Crenshaw como «Relámpago» Mel Ratner en «Hard Day's Pete», Debbie Harry como una vecina de los hermanos Pete en «New Year's Pete», Gordon Gano como el profesor Zank en «X=Why?», Juliana Hatfield como Emma en «Don't Tread on Pete», Adam West como el director Swinger en «Last Laugh» y «Allnighter», Chris Elliott como Meter Man Ray y LL Cool J como el profesor Throneberry en «Sickday», y Patty Hearst como la señora Krechmar en «35 Hours».

## Música
El gusto de McRobb y Viscardi por bandas de baja popularidad resultó clave para que estas fuesen una pequeña parte del programa, ya que sus composiciones eran fáciles de adquirir. Según Alison Fanelli: «Seleccionar música y efectos de sonido era como el bebé de Will, Chris y Katherine. Pasaron horas examinando el archivo de música y usando material que nadie más había utilizado». Entre el número de cantantes y agrupaciones que aportaron sus temas a Las aventuras de Pete y Pete están Miracle Legion (bajo el seudónimo Polaris), The Apples in Stereo, Yo La Tengo, The Magnetic Fields, The 6ths, Luscious Jackson y Syd Straw. El líder de Polaris, Mark Mulcahy, compuso la música incidental y la canción de apertura, «Hey Sandy», cuya letra ha sido ampliamente discutida porque no tiene un significado claro. Muchos fanáticos de la serie han asumido que su indecifrable tercera línea dice «can you settle to shoot me?» («¿puedes conformarte con dispararme?»). Al respecto, Mulcahy ha aseverado que «nada de lo que se haya adivinado es correcto» y que, de resolverse todos estos misterios, «la gente quedaría bastante decepcionada con la verdad».
Los miembros de Polaris —Mulcahy (cantante y guitarrista), Scott Boutier (baterista) y Dave McCaffrey (bajista)— aparecen en la secuencia de apertura y en el episodio «Hard Day's Pete», cuando Little Pete se obsesiona con la canción «Summerbaby» tras ver a la banda tocar dentro de un garaje. Mulcahy y Boutier grabaron los temas de la primera temporada solos, fuera de Miracle Legion y su contrato con Morgan Creek Records, pero más adelante se les unió McCaffrey. Dentro de este proyecto adoptaron los alias Muggy, Harris y Jersey Polaris, respectivamente,  y sus letras exploran conceptos como divertirse o enamorarse. Robert Agnello también compuso piezas para la serie; entre ellas, «Marmalade Cream», cuya melodía está basada en la del tema «Mississippi Queen». Según él, la instrucción que le dieron fue copiar el sentimiento de canciones populares que eran demasiado caras de adquirir, pero de modo que no surgiera una demanda por plagio.
Cuando Mulcahy publicó el álbum Music from The Adventures of Pete & Pete (el conjunto de doce temas de Polaris compuestos para el programa) de manera independiente en 1999, la serie ya tenía tres años de haber finalizado y Nickelodeon no tenía interés en sacar las canciones al mercado. En su momento, solo algunas de ellas se ofrecieron en formato de casete como promoción en cajas de cereales Frosted Mini-Wheats de Kellogg's. El álbum tuvo un relanzamiento limitado de 2100 copias en 2015, y sitios web de música acreditados como Modern Vinyl, Consequence of Sound y Paste Magazine han reconocido su valor como artículo nostálgico y coleccionable.
Con el final de la serie, también ocurrió el de Polaris: «Nos inventaron para no ser reales, ese fue el tipo de paradigma con el que procedimos. No somos realmente una banda, así que no vamos a hacer nada. Somos principalmente un personaje en un programa de televisión. Una vez que termina el programa, el personaje ya no está», dijo Mulcahy en 2015. No obstante, ambas perduraron en el recuerdo colectivo (lo que quedó patente en una serie de reuniones conmemorativas) y el trío volvió a utilizar el seudónimo en 2014.
Las canciones originales que figuran en la serie son:
| Música de Polaris 1. «Hey Sandy» 2. «She is Staggering» 3. «Waiting for October» 4. «As Usual» 5. «Everywhere» 6. «Ivy Boy» 7. «Summerbaby» 8. «Coronado II» 9. «Ashamed of the Story I Told» 10. «Saturnine» 11. «Recently» 12. «The Monster's Loose» | Música de Robert Agnello 1. «Cecil's Song» 2. «Marmalade Cream» 3. «Oh I» 4. «Piledriver» 5. «Riding» 6. «Speed of Life Pilot» 7. «Summer Wind» 8. «Venturing» 9. «You Painted My World» |

## Emisión y lanzamientos en formato doméstico

Las aventuras de Pete y Pete formó parte del bloque de programación SNICK en los años 1990.

La serie terminó con 34 episodios. A esto se le suman los cinco especiales que sirven como pilotos, a los cuales se agregó secuencia de apertura para emitirlos con normalidad. Las temporadas se estrenaron entre 1993 y 1996 en el canal Nickelodeon, como parte del bloque de programación estelar sabatino SNICK y a veces los domingos por la tarde. Por otra parte, las versiones para España y América Latina fueron presentadas a través de versiones internacionalizadas del canal desde 1996. En los años posteriores a su cancelación también se le asignaron horarios dentro de los bloques retrospectivos The N (2002) y Nick Splat (2017). En su versión hispanoamericana, Nickelodeon emitía maratones de los episodios cada fin de semana a mediados de 2001.
Los cortos que precedieron al programa se editaron por primera vez en VHS dentro de las compilaciones Snick Vol. 1: Nick Snicks Friendship y Snick Vol. 2: Nick Snicks the Family (ambas de 1993), en las que compartían espacio con otras producciones de Nickelodeon, como Clarissa Explains It All y Ren y Stimpy. Más tarde, Sony Wonder —la subsidiaria infantil de Sony Pictures Home Entertainment— comercializó la serie en ese mismo formato, pero en sus propias colecciones: Classic Petes en 1994, que contenía los especiales «What We Did on Our Summer Vacation», «Apocalypse Pete» y el corto exclusivo «Artie's Workout»; School Dazed (del mismo año), con los episodios «Day of the Dot» y «Tool and Die», sumado el corto inédito «Stare Master»; y por último Farewell, My Little Viking (1995), con ambas partes del episodio homónimo y el corto «Artie, the Strongest Man in the World».
Entre mayo y noviembre de 2005, las temporadas uno y dos se editaron en DVD con todos sus episodios respectivos repartidos en dos discos por conjunto, además de comentarios en audio de Will McRobb, Chris Viscardi, Katherine Dieckmann, Michael C. Maronna, Danny Tamberelli y Toby Huss. La distribuidora Paramount había programado el tercer lanzamiento para febrero de 2006, pero este plan se canceló de manera sorpresiva. McRobb y Viscardi dijeron en 2012 que también grabaron comentarios para las aventuras restantes y que en ese momento los empaques permanecían almacenados. McRobb añadió en 2017 que parte del problema con la publicación de la última temporada —sea en DVD o en televisión— es que las licencias de canciones se esparcieron en consecuencia de la separación de algunas bandas, aunque esto no afectó a todos los episodios. Ha habido peticiones de fanáticos que buscan convencer a Viacom de concretar este lanzamiento, pero el conjunto permanece inédito. Solamente ocho de los cortos originales han estado a la venta en formato digital, con el título The (Short) Adventures of Pete & Pete.
| Temporada | Temporada  | Episodios | Emisión original        | Emisión original        |
| Temporada | Temporada  | Episodios | Inicio                  | Final                   |
| --------- | ---------- | --------- | ----------------------- | ----------------------- |
|           | Especiales | 5         | 9 de febrero de 1991    | 2 de enero de 1993      |
|           | 1          | 8         | 28 de noviembre de 1993 | 16 de enero de 1994     |
|           | 2          | 13        | 4 de septiembre de 1994 | 4 de diciembre de 1994  |
|           | 3          | 13        | 1 de octubre de 1995    | 28 de diciembre de 1996 |

## Recepción
Pese a su tiempo relativamente corto en televisión, Las aventuras de Pete y Pete generó un amplio culto de aficionados tras su cancelación. Las demostraciones de aprecio que le han dedicado sus fanáticos incluyen numerosos artículos en línea, mercancía no oficial y tatuajes permanentes iguales al de Little Pete. El libro The Greatest Cult Television Shows of All Time (2020), de Christopher J. Olson y CarrieLynn D. Reinhard, afirma que «Pete & Pete disfruta de una reputación como una de las mejores series que emergieron de la era dorada de Nickelodeon», y añade que «capturó el zeitgeist de los años 1990 y lo destiló dentro de un paquete apto para niños que también resonó entre los adultos de edad universitaria, particularmente aquellos de la floreciente escena alternativa de esa época». Asimismo, para Jonathan Bernstein de la revista SPIN, los cameos de personas como Michael Stipe y John McLaughlin «no hacen más que añadirle al sello de culto del programa». El escritor Seb Patrick mencionó en uno de sus artículos que «para aquellos que crecieron con ella, y tal vez algunos que la descubrieron en los años posteriores, Pete & Pete fue un deleite absoluto». Mathew Klickstein, autor del libro Slimed!: An Oral History of Nickelodeon's Golden Age (2013), le dijo a Flavorwire: «La gente olvida que Pete & Pete solo duró tres temporadas. [La serie] se desempeñó horriblemente. Tenía índices de audiencia muy pobres [... pero] las personas que sí la vieron se preocupaban mucho por ella, la conocieron más adelante o la compartieron con su familia o amigos». Mike Drucker, del sitio web IGN, opinó que lo que vuelve especial a esta ficción es que «no se sentía (y aún no se siente) producida en masa» o «hecha para atraer a la audiencia más amplia», y la catalogó como una de las series infantiles mejor escritas. De modo similar, Spencer Coriaty de Screen Rant describió la escritura de los episodios como «una de las más ingeniosas de aquel tiempo, e incluso se sostiene el día de hoy».
Contribuidores de diversos portales web la han catalogado como una de las mejores series infantiles de todos los tiempos. Josh Spiegel de Screen Crush emitió: «Funcionó no solo por la química entre Michael Maronna y Danny Tamberelli [...] sino también por la peculiar representación de la vida en un pueblo pequeño, de una manera que no encuentras en muchos programas para niños». Dan Devine de PopMatters también consideró esto último como el mayor acierto de los creadores: «No creo que ellos [McRobb y Viscardi] hayan obtenido suficiente respeto por su capacidad de aprovechar el asombroso peso y el poder de la normalidad suburbana». También declaró a Big Pete como «uno de los personajes adolescentes más “reales” jamás creados» y elogió el histrionismo de Toby Huss en su interpretación de Artie. En Collider, Allison Keene atribuyó la perdurabilidad de la serie a que está «firmemente arraigada» en los años 1990 con su estética y banda sonora, a la vez que «completamente en su propio mundo». Para Michael Walsh, del sitio web Nerdist, Pete & Pete estaba «tan adelantada a su tiempo a inicios de los noventa que todavía se siente a la vanguardia». Pese a esto, Marah Eakin de The A.V. Club —quien expresó un cariño especial por el programa— sintió que existen episodios débiles, citando como ejemplo a «Don't Tread On Pete», en el que los guionistas «quizás se esforzaron demasiado» a la hora de presentar una historia con distintos escenarios y personajes.
La serie ha sido comparada favorablemente con The Wonder Years y Twin Peaks, en medios como The Age, Los Angeles Times, Detroit Free Press y Entertainment Weekly. En The Washington Post, Nathalie op de Beeck la llamó «una serie ingeniosa y poco convencional sobre el paso de la infancia a la adultez, que es reminiscente de The Wonder Years y A Christmas Story», y aunque «se deleita en la rareza, sus lecciones de vida son universales». Según Kelsey Yoor, de Comic Book Resources, «su atmósfera de ensueño, su peculiar escenario de pueblo pequeño y sus personajes poco convencionales» la convierten en una «Twin Peaks para niños», que en lugar de inclinarse hacia «los misterios oscuros, el horror sobrenatural y el terror existencial», construyó un mundo «que era igual de surrealista, pero suavizado por el humor y la nostalgia infantil». Además, argumentó que «a pesar de sus diferencias en tono, ambos programas prosperaron en una época en la que la televisión estaba adoptando una narrativa más experimental, lo que convirtió a Pete & Pete en un fascinante punto de entrada para los jóvenes espectadores al mundo de la rareza lynchiana».
Algunas personas la han señalado como una supuesta precursora de la subcultura hípster (por elementos que se volvieron característicos de esta última, como los gorros, las camisas de franela y los tatuajes), mientras que los aspectos de su realización pueden recordar a los del cine independiente. Esto se le puede atribuir a los aportes de la directora Katherine Dieckmann, a la diseñadora de vestuario Janie Bryant y a la atmósfera característica de Nueva Jersey que se refleja en los episodios. En referencia a la presunta influencia que el programa tuvo en la moda años después, Will McRobb afirmó que el estilo de los personajes es más bien un producto de su tiempo: «Little Pete llevaba camisas a cuadros, seguro. Fuera de eso, no creo que haya nada que puedas señalar como “marca cultural” [en la serie]. Intentábamos crear un universo atemporal que fuese [como] la infancia de cualquiera».
Por otro lado, las elecciones musicales de McRobb y Viscardi han sido reconocidas como algo definitorio en el carácter de su obra. Deborah Russell aseveró en Billboard que «Las aventuras de Pete y Pete es para la programación televisiva lo que el rock alternativo es para la industria musical: lo suficientemente extraño para ser interesante, pero lo suficientemente comercial para encontrar una audiencia». El periodista musical Matt Roney escribió en The Michigan Daily: «Mirando en retrospectiva, Pete & Pete tenía una estética extrañamente “indie” para una serie dirigida a niños y adolescentes». Por su parte, el reseñador de Allmusic Jason Ankeny consideró que «el jangle pop nítido y rico en melodía» de Polaris fue el complemento perfecto para el programa, y le otorgó una calificación de cuatro estrellas de cinco al álbum Music from The Adventures of Pete & Pete.

## Reuniones y homenajes

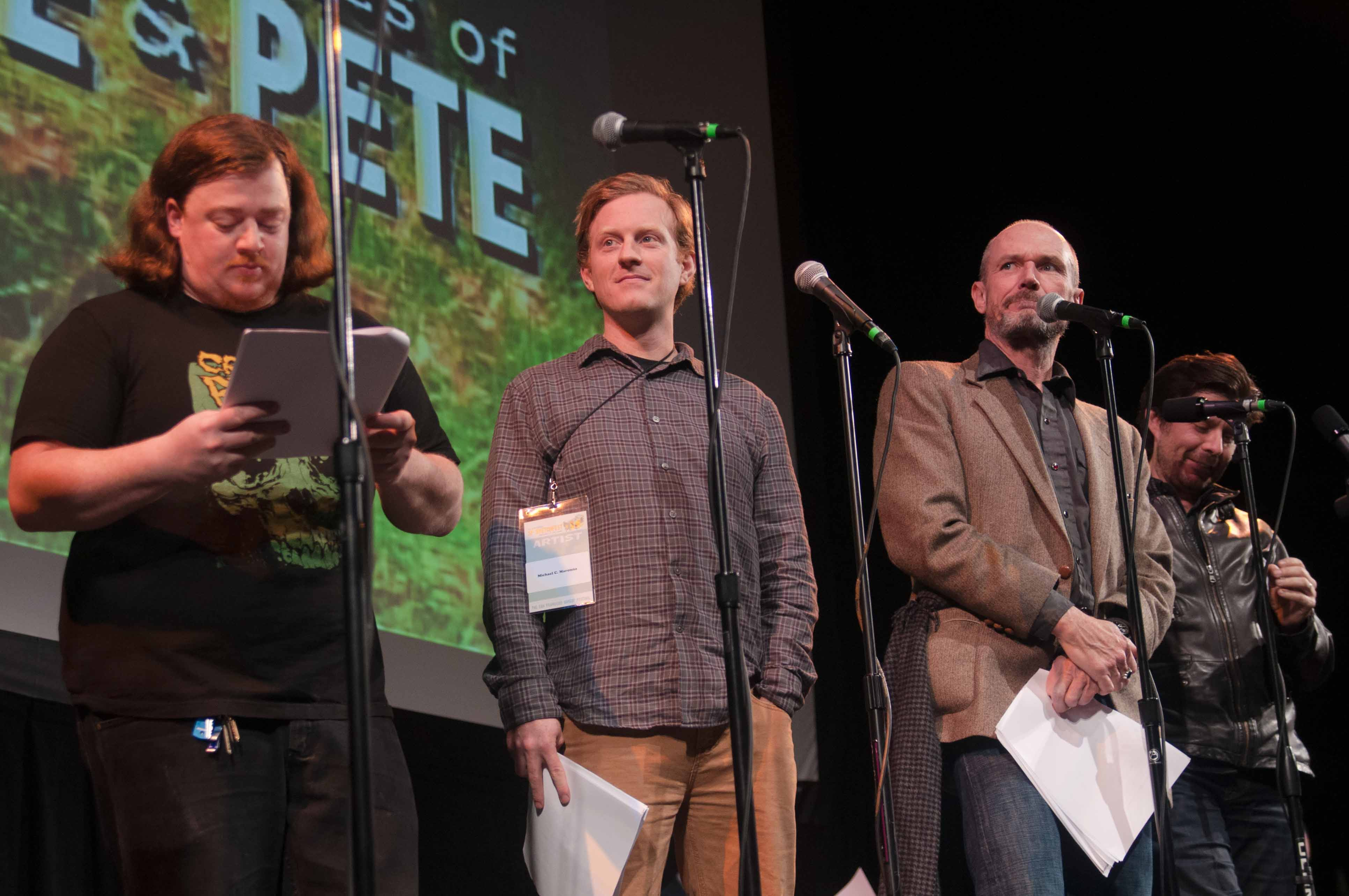
Desde la izquierda: Danny Tamberelli, Michael C. Maronna, Toby Huss y Rick Gómez en el evento Pete & Pete Forever del SF Sketchfest de 2016, en San Francisco, Estados Unidos.

Entre finales de 2011 e inicios de 2016 se llevó a cabo una serie de reuniones del reparto y equipo creativo en ciudades como Nueva York, San Francisco y Portland. La primera tuvo lugar en el teatro Orpheum de Los Ángeles, con un panel de discusión integrado por los creadores Will McRobb y Chris Viscardi, la directora Katherine Dieckmann, el escritor Joe Stillman y los actores Michael C. Maronna, Danny Tamberelli y Toby Huss. En el evento se ofrecieron tatuajes temporales de «Petunia» y bebidas Orange Lazarus (del episodio «Field of Pete»), mientras que la marquesina del lugar rezaba «Festival de cine Krebstar» en homenaje a la serie. Reuniones posteriores, con entradas agotadas, tuvieron la participación de Alison Fanelli, Hardy Rawls, Judy Grafe, Rick Gómez, Damian Young, Syd Straw, Marshall Crenshaw y la banda Polaris. El equipo compartió información sobre la creación del programa, experiencias vividas durante la filmación y respondieron preguntas hechas por fanáticos. Tamberelli, Straw y Crenshaw reintegraron la banda The Blowholes (del episodio «Hard Day's Pete») e interpretaron versiones de canciones originales del programa durante la reunión en el Bowery Ballroom de Nueva York. En algunas ocasiones, los actores leyeron escenas significativas frente a la audiencia, como la despedida entre Little Pete y Artie en la segunda parte de «Farewell, My Little Viking».
En 2013, con motivo del vigésimo aniversario del programa, Maronna, Tamberelli, Huss y Gómez parodiaron su experiencia como figuras del reparto en un sketch escrito por McRobb y Viscardi para el sitio web Funny or Die. En este se muestra a los actores teniendo un anárquico reencuentro en un bar antes de un evento, lo que termina con la irrupción de Míster Tastee. En 2017, tras el lanzamiento del bloque retrospectivo Nick Splat, Maronna y Tamberelli grabaron un comercial a las afueras de las oficinas de Viacom, en el que anunciaban el regreso de la serie a Nickelodeon con un maratón de dos noches. Ambos actores también estuvieron en el Festival de televisión ATX de ese año en Austin, Texas, donde convivieron con fanáticos y se reunieron con Viscardi para hablar del programa. Desde 2013, el par hacía el pódcast mensual The Adventures of Danny & Mike, del cual derivó el espectáculo interactivo Nostalgia Personified en 2019, con el propósito de presentarlo en partes de Estados Unidos. Igualmente, los miembros de la banda Miracle Legion (Mark Mulcahy, Scott Boutier y Dave McCaffrey) iniciaron en 2014 su primera gira musical como Polaris debido a la fama que obtuvieron con la serie, y en 2020 se juntaron para promocionar el relanzamiento «de lujo» del álbum Music from The Adventures of Pete & Pete.
En noviembre de 2023, la banda Real Estate estrenó el vídeo de su tema «Water Underground», hecho como homenaje a la serie y protagonizado por Maronna y Tamberelli. I Saw the TV Glow, un filme de terror estrenado en 2024, contiene referencias a Pete & Pete y a otros programas de la misma época, además de un cameo silencioso de Maronna y Tamberelli. Jane Schoenbrun, quien la dirigió, destacó que «la intención explícita de la serie es encontrar el romance oculto y la magia extraña que opera debajo de los suburbios», a la vez que «fue un momento en los años noventa en el que la contracultura se volvió mainstream por un segundo», razón por la cual es una parte integral de la película, la cual gira en torno a dos adolescentes unidos por su gusto por un programa de culto. La razón de dicho cameo, según Schoenbrun, radica en «la naturaleza extraña de envejecer» y «ver actores infantiles juntos como adultos, casi como espectros en las mismas calles suburbanas [donde] solían ser niños en la televisión».